# UNCOL
UNCOL (от Universal Computer Oriented Language, Универсальный компьютерно-ориентированный язык) — предложенный универсальный промежуточный язык для компиляторов представленный Мелвином Э. Конуэем в 1958 году. Он никогда не был полностью определён или реализован; во многих отношениях он был скорее концептом, чем языком.
Призванием UNCOL было сделать компиляторы экономически доступными для каждого нового набора инструкций архитектуры и языка программирования. Каждая машинная архитектура потребовала бы только одного back-end компилятора и каждый язык программирования потребовал бы один front-end компилятор. Это была очень амбициозная цель в 1961 году, потому что технология компиляторов была в зачаточном состоянии и было мало стандартизированного в области компьютерного оборудования и программного обеспечения.
Концепция такого универсального промежуточного языка сама по себе стара: отчет SHARE (1958) уже говорил: "[это] обсуждалось многими независимыми лицами с 1954 года." Macrakis (1993) обобщает его судьбу:
UNCOL иногда используется как общий термин для идеи универсального промежуточного языка. В этом смысле примером UNCOL является формат ANDF (Architecture Neutral Distribution Format).